# Veselinovac
Veselinovac (srbsky Веселиновац) je vesnice v západní části Srbska, administrativně spadající pod opštinu Valjevo. Rozkládá se na hlavní komunikaci mezi městy Valjevo a Obrenovac, v rovinaté krajině nedaleko údolí řeky Kolubary v regionu Podgorina. V roce 2020 zde žilo 204 obyvatel.
Z národnostního hlediska je obyvatelstvo většinově srbské národnosti (cca 99 %), počet obyvatel vesnice dlouhodobě klesá vlivem skutečnosti, že je vzdáleno od všech přirozených populačních center.
Vesnice není zmiňována v tureckých daňových záznamech, neboť z administrativního hlediska spadal pod obec Loznica. Až roku 1874 se stal samostatnou obcí, tehdy zde žilo 192 obyvatel. V roce 1884 to potom bylo 232. Tradiční zde bylo pěstování zeleniny, tím se živilo místní obyvatelstvo. 
Obec se rozkládá na svahu v blízkosti zmíněné řeky. V její blízkosti se nachází také železniční trať Bělehrad–Bar (stanice Mlađevo) a k tomu dálniční přivaděč z Lajkovace do Valjeva.